# Negenborn
Negenborn is een gemeente in de Duitse deelstaat Nedersaksen. De gemeente maakt deel uit van de Samtgemeinde Bevern in het Landkreis Holzminden. Negenborn telt 671 inwoners.
Door Negenborn en het ten noordoosten daarvan gelegen Amelungsborn loopt de Bundesstraße 64.
Negenborn was in de middeleeuwen residentie van de graven van Everstein, die in de 13e eeuw ook Holzminden stichtten en beheersten. De beide kastelen van de graven van Everstein die tijdens een burgeroorlog in de streek (Eversteinse Erfopvolgingstwisten, 1405-1409, gewonnen door het Hertogdom Brunswijk-Lüneburg en zijn bondgenoten tegen het Vorstendom Lippe) al werden veroverd, werden door de overwinnende heren ingenomen en kwamen uiteindelijk door aankoop in het bezit van het Klooster Amelungsborn, dat aan het eind van de 15e eeuw de kastelen liet afbreken. Op de Burgberg liggen de (spaarzame) ruïnes van de beide burchten. 
Het dorp lag bij 9 bronnen (vandaar de naam)  aan een zeer oude handelsweg over land, en had, gezien de ligging, tot een stad uit kunnen groeien. Maar in de 15e eeuw werd het dorp door oorlogsgeweld verwoest en later weer opgebouwd.

## Bezienswaardigheden
- Het natuurschoon in de omgeving , zie Weserbergland
- De ruïnes van de kastelen op de beide heuveltoppen Everstein; de heuvelrug heet mede daarom Burgberg.
- 18e-eeuwse watermolen Duhnemühle
- De kloosterkerk van  het naburige Amelungsborn

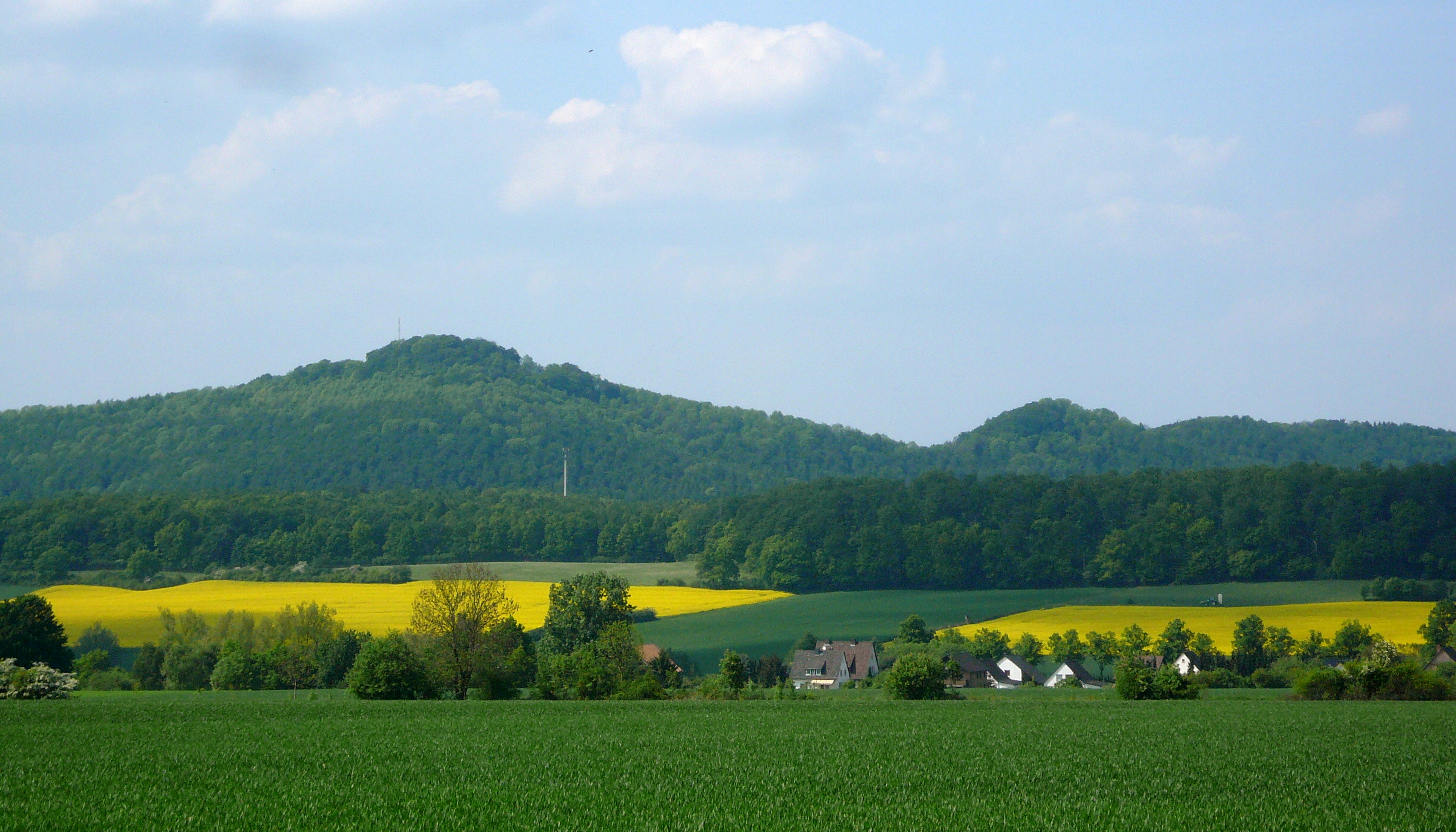
Twee Everstein-heuveltoppen. Op elke heuveltop lag in de 13e eeuw een kasteel.
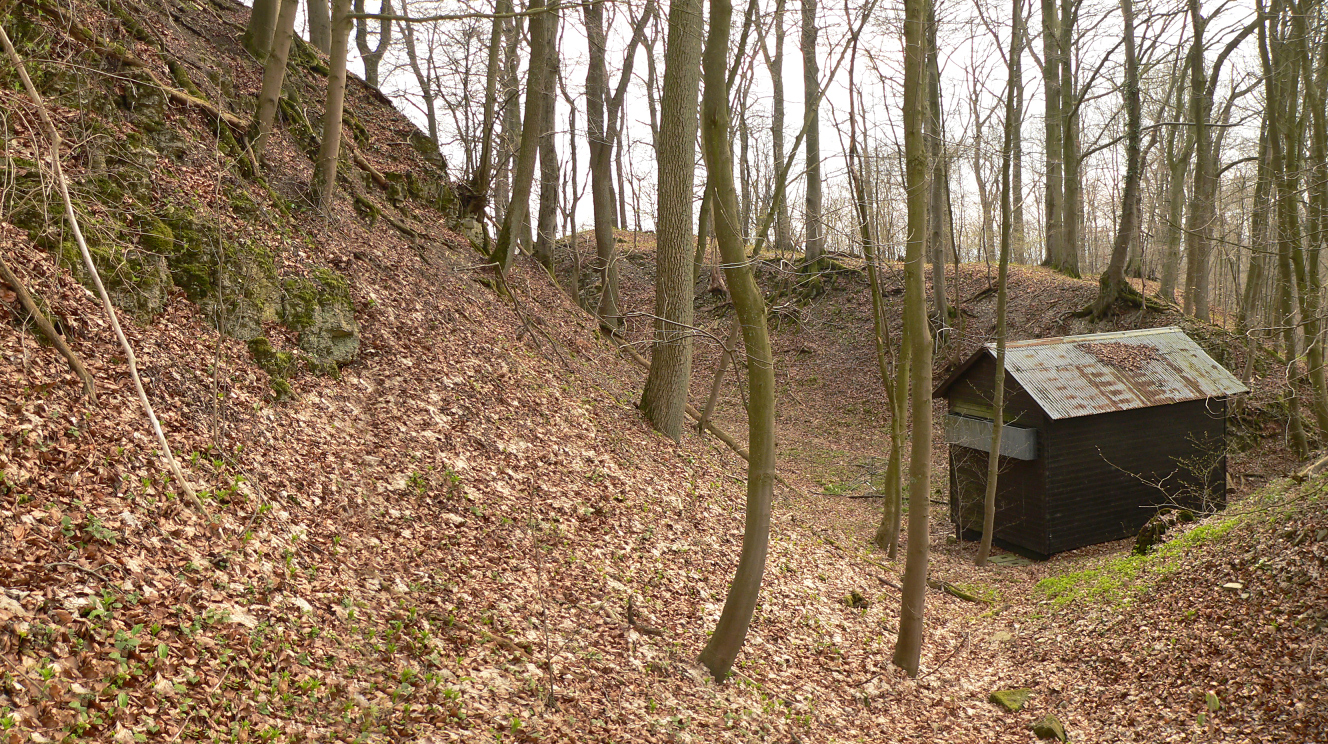
Restant van de slotgracht op de Große Everstein
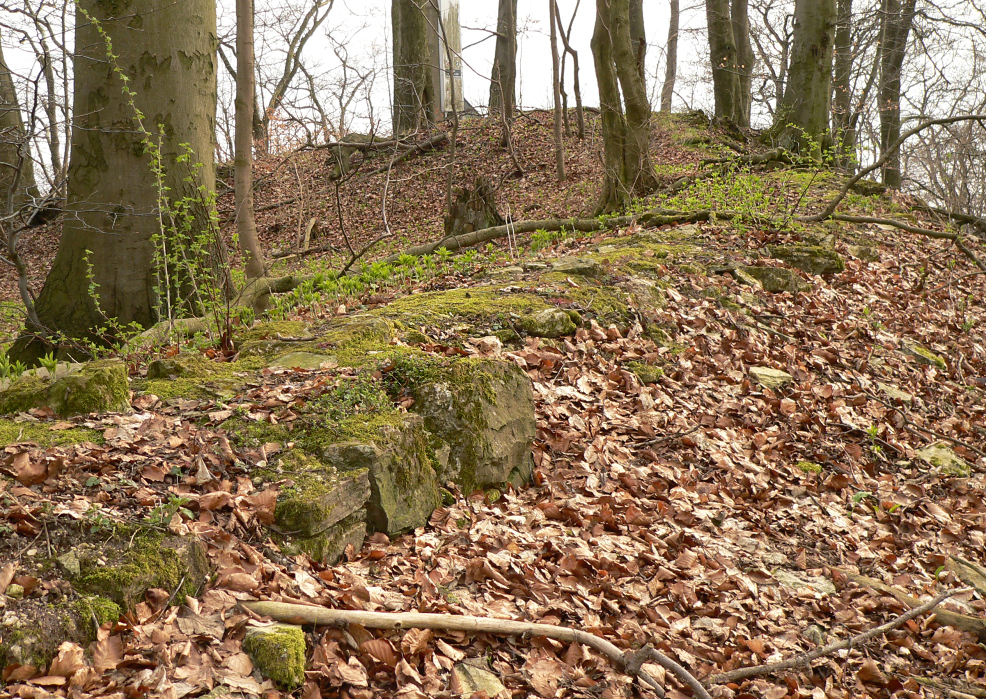
Muurresten van het kasteel op de top van de  Große Everstein

- Virtual International Authority File: 8142149844974402960009

Arholzen · 
Bevern · 
Bodenwerder · 
Boffzen · 
Brevörde · 
Deensen · 
Delligsen · 
Derental · 
Dielmissen · 
Eimen · 
Eschershausen · 
Fürstenberg · 
Golmbach · 
Halle · 
Hehlen · 
Heinade · 
Heinsen · 
Heyen · 
Holenberg · 
Holzen · 
Holzminden · 
Kirchbrak · 
Lauenförde · 
Lenne · 
Lüerdissen · 
Negenborn · 
Ottenstein · 
Pegestorf · 
Polle · 
Stadtoldendorf · 
Vahlbruch · 
Wangelnstedt